# Manu (Vorname)
Manu ist ein männlicher oder weiblicher Vorname.

## Herkunft und Bedeutung des Namens
Eigentlich ist der Name eine Kurzform von Manuel oder Emanuel bzw. Manuela/Emmanuelle (weiblich), die mittlerweile auch als eigenständiger männlicher oder weiblicher Vorname gebräuchlich ist. In seltenen Fällen verweist der Name hingegen auf Manu, den Stammvater der Menschen im Hinduismus.
Auf Māori bedeutet Manu Vogel, der Name ist bei den Māori und auf einigen Pazifikinseln wie Fidschi, Tonga und Samoa sowohl als Vor- als auch als Nachname verbreitet.

## Namensträger
- Manu Attri (* 1992), indischer Badmintonspieler
- Manu Bennett (* 1969), neuseeländischer Schauspieler und Model
- Manu Chao (* 1961), französischer Sänger und Gitarrist
- Manu Codjia (* 1975), Jazz- und Fusionmusiker
- Manu Delago (* 1984), österreichischer Musiker und Komponist
- Manu Dibango (1933–2020), kamerunischer Saxophonist
- Manu García (* 1986), spanischer Fußballspieler
- Manu Ginóbili (* 1977), argentinischer Basketballspieler
- Manu Hervás (* 1986), spanischer Fußballspieler und -trainer
- Manu Intiraymi (* 1978), US-amerikanischer Film- und Theaterschauspieler
- Manu Joseph (* 1974), indischer Schriftsteller
- Manu Katché (* 1958), französischer Schlagzeuger
- Manu Koch (* 1972), Schweizer Pianist, Keyboardist und Komponist
- Manu Kurz (* 1967), deutscher Filmkomponist und Produzent
- Manu Larcenet (* 1969), französischer Comic-Zeichner und -autor
- Manu Leumann (1889–1977), deutscher Sprachwissenschaftler
- Manu del Moral (* 1984), spanischer Fußballspieler
- Manu Pineda (* 1965), spanischer Politiker, Gewerkschafter und Aktivist
- Manu Raju (* 1980), US-amerikanischer Journalist und Moderator (CNN)
- Manu Sánchez (* 2000), spanischer Fußballspieler
- Manu Sareen (* 1967), dänischer Schriftsteller und Politiker
- Manu Théron (* 1969), französischer Sänger
- Manu Trigueros (* 1991), spanischer Fußballspieler
- Manu Tuilagi (* 1991), englischer Rugby-Union-Spieler
- Manu Vatuvei (* 1986), neuseeländischer Rugby-League-Spieler

## Namensträgerinnen
- Manu Hartmann (* 1973), Schweizer Musikerin, Songschreiberin und Sängerin
- Manu Wüst (1953–2010), Schweizer Journalistin